# Зміна нахилу орбіти
Зміна нахилу орбіти штучного супутника — орбітальний маневр, метою якого (в загальному випадку) є перехід супутника на орбіту з іншим нахилом. Існують два види такого маневру:
1. Зміна нахилу орбіти до екватора. Проводиться включенням ракетного двигуна в висхідному вузлі орбіти (над екватором). Імпульс надається в напрямку, перпендикулярному напрямку орбітальної швидкості;
2. Зміна положення (довготи) висхідного вузла на екваторі. Проводиться включенням ракетного двигуна над полюсом (в разі полярної орбіти). Імпульс, як і в попередньому випадку, надається в напрямку, перпендикулярному напрямку орбітальної швидкості. В результаті висхідний вузол орбіти зміщується вздовж екватора, а нахил площини орбіти до екватора залишається незмінним.

Зміна нахилу орбіти — виключно енерговитратний маневр. Так, для супутників на низькій орбіті (мають орбітальну швидкість близько 8 км/с) зміна нахилу орбіти до екватора на 45 градусів потребує приблизно тієї ж енергії (збільшення характеристичної швидкості), що і для виведення на орбіту — близько 8 км/с. Для порівняння можна зазначити, що енергетичні можливості корабля «Спейс шаттл» дозволяють, при повному використанні бортового запасу палива (близько 22 тонн: 8,174 кг пального і 13,486 кг окислювача в двигунах орбітального маневрування) змінити значення орбітальної швидкості всього на 300 м/с, а нахил, відповідно (при маневрі на низькій круговій орбіті) — приблизно на 2 градуси. З цієї причини штучні супутники виводяться (по можливості) відразу на орбіту з цільовим нахилом.
У деяких випадках, однак, зміна нахилу орбіти все ж є неминучою. Так, під час запуску супутників на геостаціонарну орбіту з високоширотних космодромів (наприклад, Байконура), оскільки неможливо відразу вивести апарат на орбіту з нахилом, меншим, ніж широта космодрому, застосовується зміна нахилу орбіти. Супутник виводиться на низьку опорну орбіту, після якої послідовно формуються кілька проміжних, вищих орбіт. Необхідні для цього енергетичні можливості забезпечуються розгінним блоком, що встановлюються на ракету-носій. Зміна нахилу проводиться в апогеї високою еліптичної орбіти, оскільки швидкість супутника в цій точці відносно невелика, і маневр обходиться меншими енерговитратами (в порівнянні з аналогічним маневром на низькій коловій орбіті).

## Розрахунок енергетичних витрат на маневр зміни нахилу орбіти
Розрахунок збільшення швидкості (\Delta{v_i}\,), необхідного для здійснення маневру, виконується за формулою:
{\displaystyle \Delta {v_{i}}={2\sin({\frac {\Delta {i}}{2}}){\sqrt {1-e^{2}}}\cos(w+f)na \over {(1+e\cos(f))}}}

де: 